# Jean II d'Alençon (Bellême)
Pour l’article homonyme, voir Jean II d'Alençon.
Jean II d'Alençon († 1191), de la maison de Montgommery-Bellême, fut comte d'Alençon du 24 février au 6 mai 1191. Il était fils de Jean Ier, seigneur d'Alençon, et de Béatrix du Maine.
Il succède à son père en février 1191, mais ne lui survit que trois mois. Comme il ne s'était pas marié, ce fut son frère Robert qui lui succéda. Il fut inhumé à l'abbaye de Perseigne.

## Sources
- Jean Ier d'Alençon sur le site de la Foundation for Medieval Genealogy.